# The Last Campaign of Governor Booth Gardner
The Last Campaign of Governor Booth Gardner ist ein US-amerikanischer Dokumentarfilm aus dem Jahr 2009.

## Handlung
Der Film erzählt von Booth Gardner, ehemaliger Gouverneur und 1994 an der Parkinson-Krankheit erkrankt, der sich für den Washington Death with Dignity Act (dt.: Gesetz des Staates Washington über Sterben in Würde) einsetzte, das am 5. März 2009 auch tatsächlich in Kraft trat.

## Auszeichnungen
2010 wurde der Film in der Kategorie Bester Dokumentar-Kurzfilm für den Oscar nominiert.

## Hintergrund
Der Film hatte seine Premiere am 1. August 2009.